# Patinaje artístico en los Juegos Deportivos Nacionales de Colombia de 2012
El patinaje artístico sobre ruedas en los  XIX Juegos Deportivos Nacionales de Colombia, se disputó entre el 3 de noviembre y el 5 de noviembre de 2012 en el Coliseo Eustorgio Colmenares de la ciudad de Cúcuta.

## Resultados

### Medallero General
| # | Departamento    | Oro | Plata | Bronce | Total |
| - | --------------- | --- | ----- | ------ | ----- |
| 1 | Bogotá          | 4   | 3     | 2      | 9     |
| 2 | Valle del Cauca | 2   | 3     | 0      | 5     |
| 3 | Antioquia       | 1   | 2     | 1      | 4     |
| 4 | Cundinamarca    | 1   | 0     | 2      | 3     |
| 5 | Boyacá          | 0   | 0     | 2      | 2     |
| 6 | Caldas          | 0   | 0     | 1      | 1     |

### Eventos Femeninos
| Evento               | Oro                                | Plata                                   | Bronce                           |
| -------------------- | ---------------------------------- | --------------------------------------- | -------------------------------- |
| Individual Libre     | Nataly Otalora Bogotá              | Jessica Tenorio · Valle del Cauca       | Alisson Gonzalez Bogotá          |
| Individual Figuras   | Daniela Restrepo · Valle del Cauca | Juliana Giraldo · Antioquia             | Astrid Carolina Baez · Antioquia |
| Individual Combinada | Astrid Carolina Baez · Antioquia   | Nataly Otalora Bogotá                   | Alisson Gonzalez Bogotá          |
| Individual Danza     | Viviana Osorio · Valle del Cauca   | Maria Camila Restrepo · Valle del Cauca | Maria Cecilia Fonseca · Boyacá   |

### Eventos Masculinos
| Evento               | Oro                                     | Plata                       | Bronce                                  |
| -------------------- | --------------------------------------- | --------------------------- | --------------------------------------- |
| Individual Libre     | Cesar Leonardo Parrado Bogotá           | Diego Duque Quinche Bogotá  | Mauricio Jaramillo · Caldas             |
| Individual Figuras   | Javier Leonardo Buitrago · Cundinamarca | Juan Jose Muñoz · Antioquia | Nicolas Ortiz Godoy · Boyacá            |
| Individual Combinada | Cesar Leonardo Parrado Bogotá           | Diego Duque Quinche Bogotá  | Javier Leonardo Buitrago · Cundinamarca |

### Eventos Mixtos
| Evento             | Oro                                      | Plata                                               | Bronce                                                     |
| ------------------ | ---------------------------------------- | --------------------------------------------------- | ---------------------------------------------------------- |
| Pareja Danza Mixto | Natalia Alonso Ahmed Yeber Jessen Bogotá | Viviana Osorio · Byron Leon Lopez · Valle del Cauca | Luisa Fernanda Gonzalez · Juan Manuel Lemuz · Cundinamarca |